# Stora salen, Stockholms konserthus

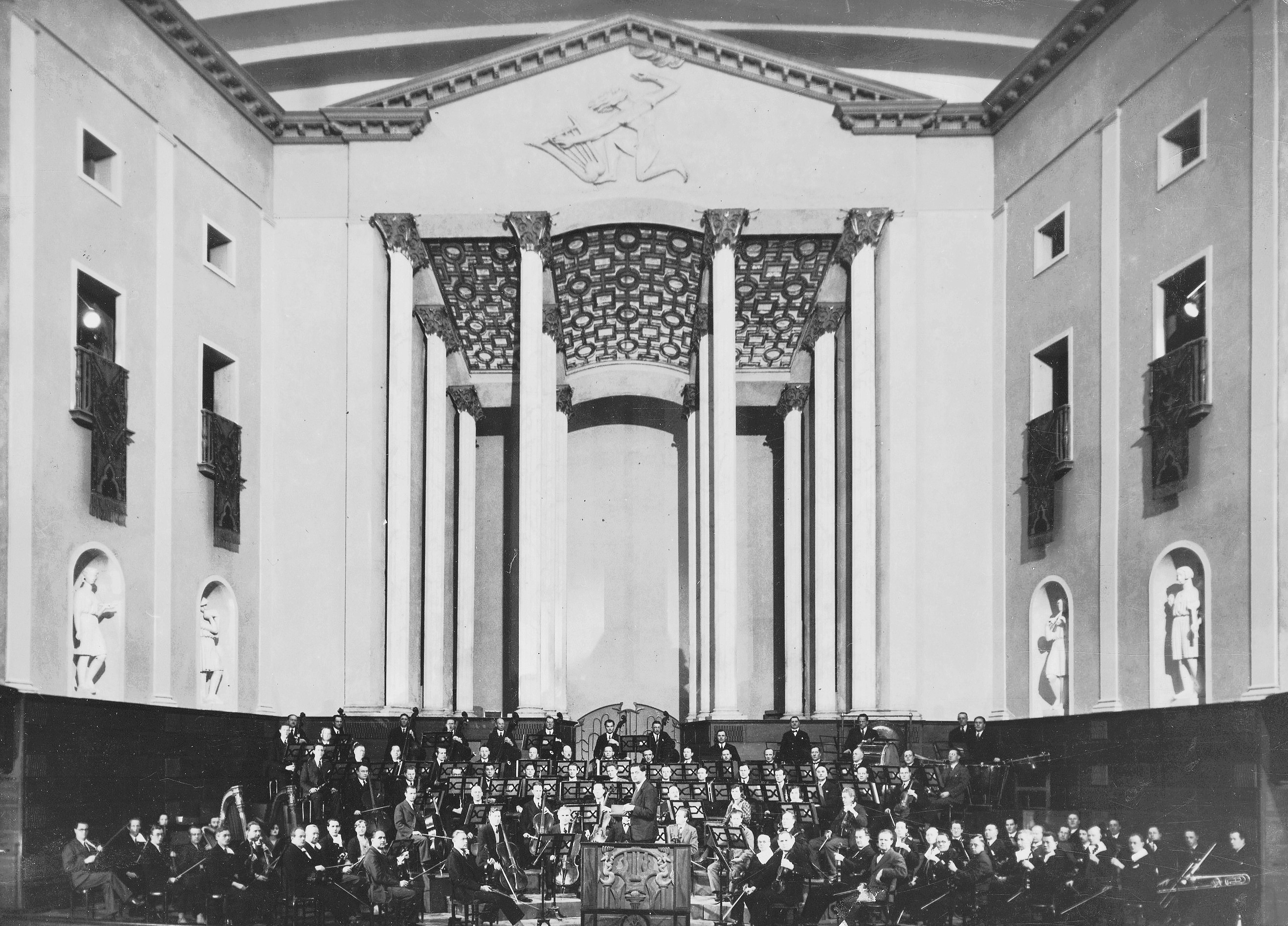
Stora salens ursprungliga tempelliknande scenfond, 1935.

Stora salen är huvudsalen i Stockholms konserthus beläget vid Hötorget i Stockholms innerstad. Salen invigdes liksom hela konserthuset den 7 april 1926 och dess arkitekt var Ivar Tengbom. Stora salens utseende förändrades delvis vid en ombyggnad i början av 1970-talet efter ritningar av Anders Tengbom. I Stora salen utdelas sedan 1926 den 10 december varje år Nobelprisen i medicin, fysik, kemi och litteratur. Polar Music Prize som instiftades 1989 delas ut årligen i Konserthusets Stora sal sedan 2004 och sedan år 2010 även Litteraturpriset till Astrid Lindgrens minne. Kungliga Filharmoniska Orkestern har sin hemvist här.

## Beskrivning

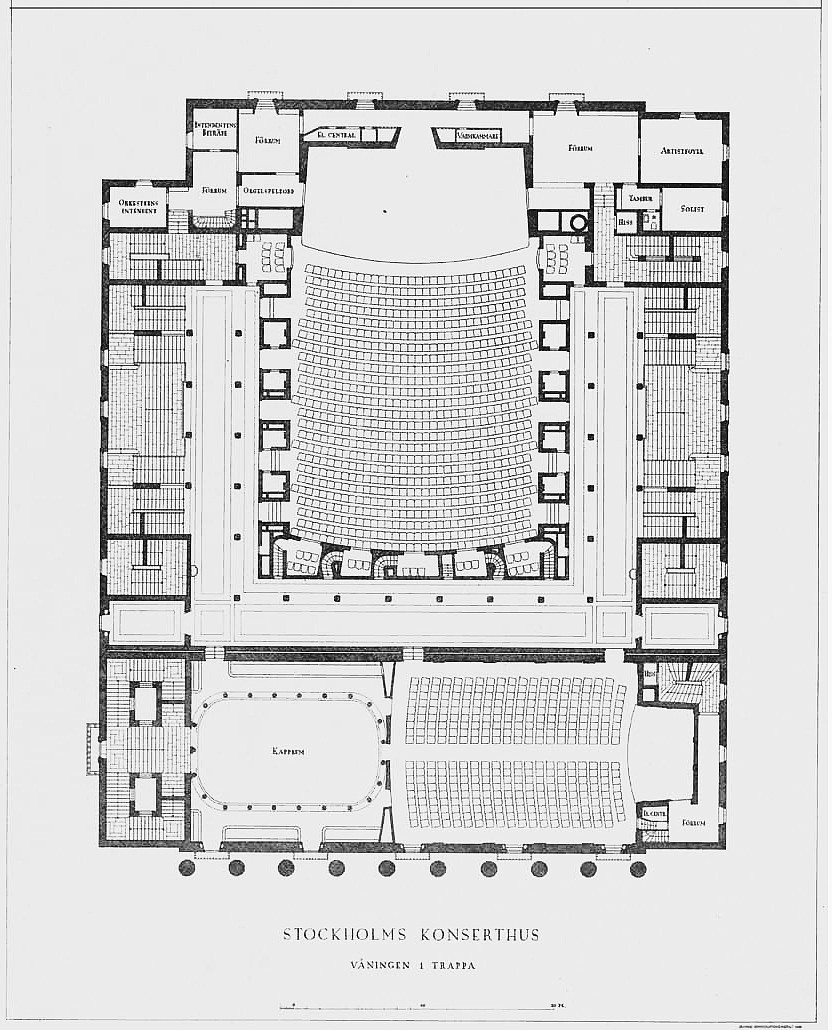
Stora salen och Lilla salen (nuvarande Grünewaldsalen), originalritning, 1925.

### Salen
Redan i tävlingsprogrammet från 1920 för en ny konserthusbyggnad i Stockholm fastslogs att byggnaden skulle innehålla en större och en mindre sal. Lilla salen kom sedermera att kallas Grünewaldsalen. Stora salen dominerar hela övre våningsplanet och ligger med scenen mot öster. Salen omgärdas av foajéer och ett stort antal trappor. Själva salen har plats för 1 782 sittande fördelade på parkett, första balkong, körläktare och andra balkong. Scenen mäter 17×12 meter och kan förvandlas med hjälp av 32 hydrauliska lyftbord. Vid Nobelprisutdelningen förändras scenen med blomsterarrangemang och särskilda textilier, bland annat det så kallade kronklädet som markerar kungens närvaro i den kungliga logen och den blåa mattan med Nobels stora ”N” i mitten. 
Tengbom utformade Stora konsertsalens tak i ljusa färger, tyngdlös och svävande. Tengboms grepp gav Stora salen intrycket av en öppen palatsgård som inramas av en gemensam peristyl. Tengbom använde sig även av ett skenperspektiv i fonden med en tempelportik, som förlängde rummet och lät det flyta vidare. Hela salen blev till arkitektens tolkning av grekisk teater, antikt torg och den romerska villans atrium, omgiven av kolonnader. Salens belysningsarmaturer är skapade av skulptören Ansgar Almquist och de förgyllda kapitälen modellerades av Gustaf Cederwall och tillverkades på Herman Bergmans konstgjuteri. Textilier formgavs av konstnären Einar Forseth och vävdes i en speciell vävkammare som fanns under byggtiden och leddes av Elsa Gullberg.

### Akustik
Stora salens svaga punkt var akustiken som vållade problem redan från början, trots inhämtad expertis genom Svante Arrhenius redan i tävlingsstadiet. På 1960-talet försökte man lösa problemet med hjälp av ett antal över scenen upphängda plexiglasskivor, dock utan önskad framgång. Först i samband med ombyggnaden 1971–1973 där bland annat podiet fick ett nytt utseende och Tengboms skenperspektiv med tempelgavelmotivet togs bort och ersattes av en ny orgel fick Konserthusets Stora sal en acceptabel akustik. Med ombyggnaden, som utfördes efter ritningar av Anders Tengbom, miste Konserthuset en av sina mest fantasieggande interiörer.

Interiörbilder Stora salen
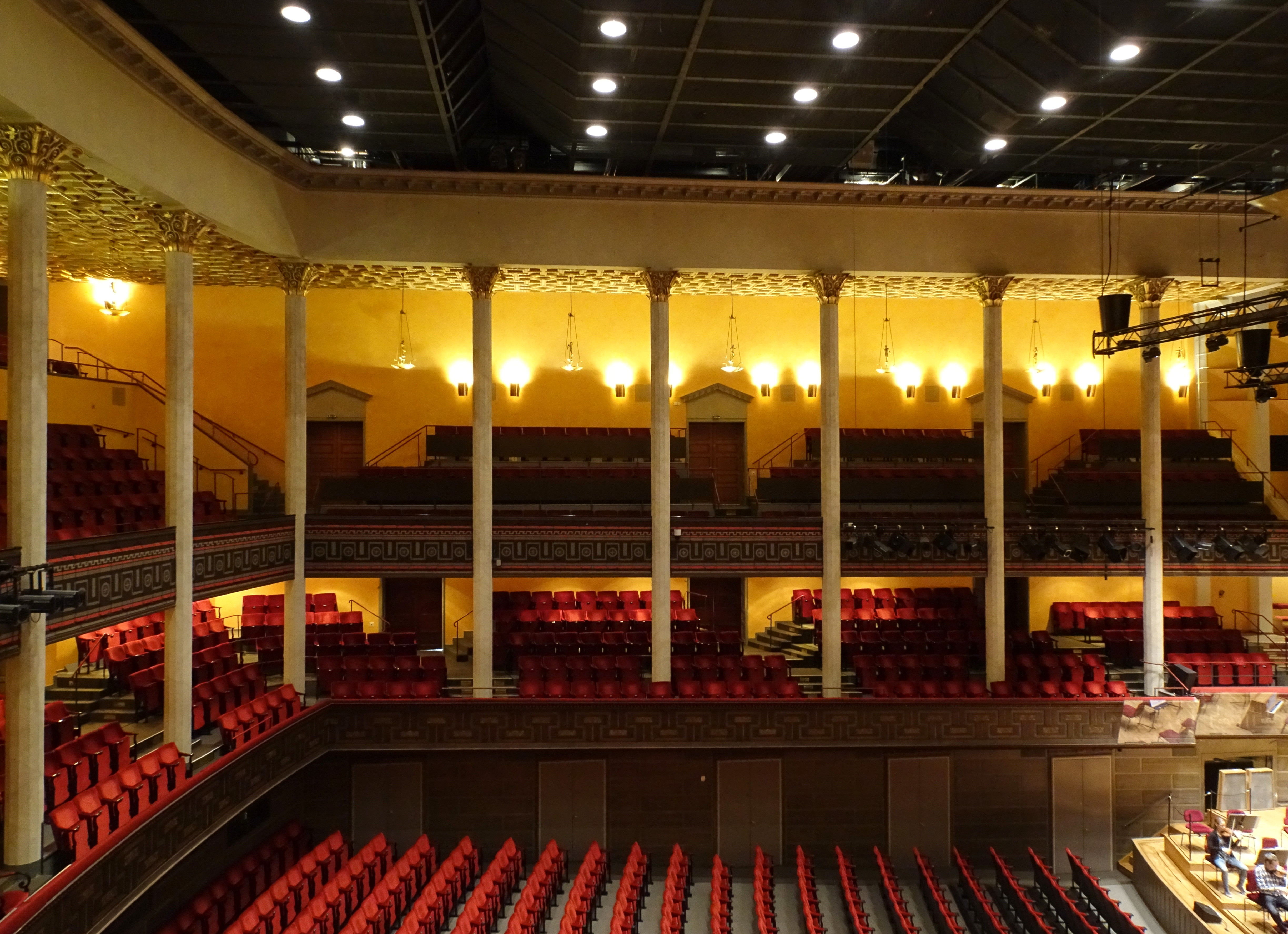
Stora salen mot norr.
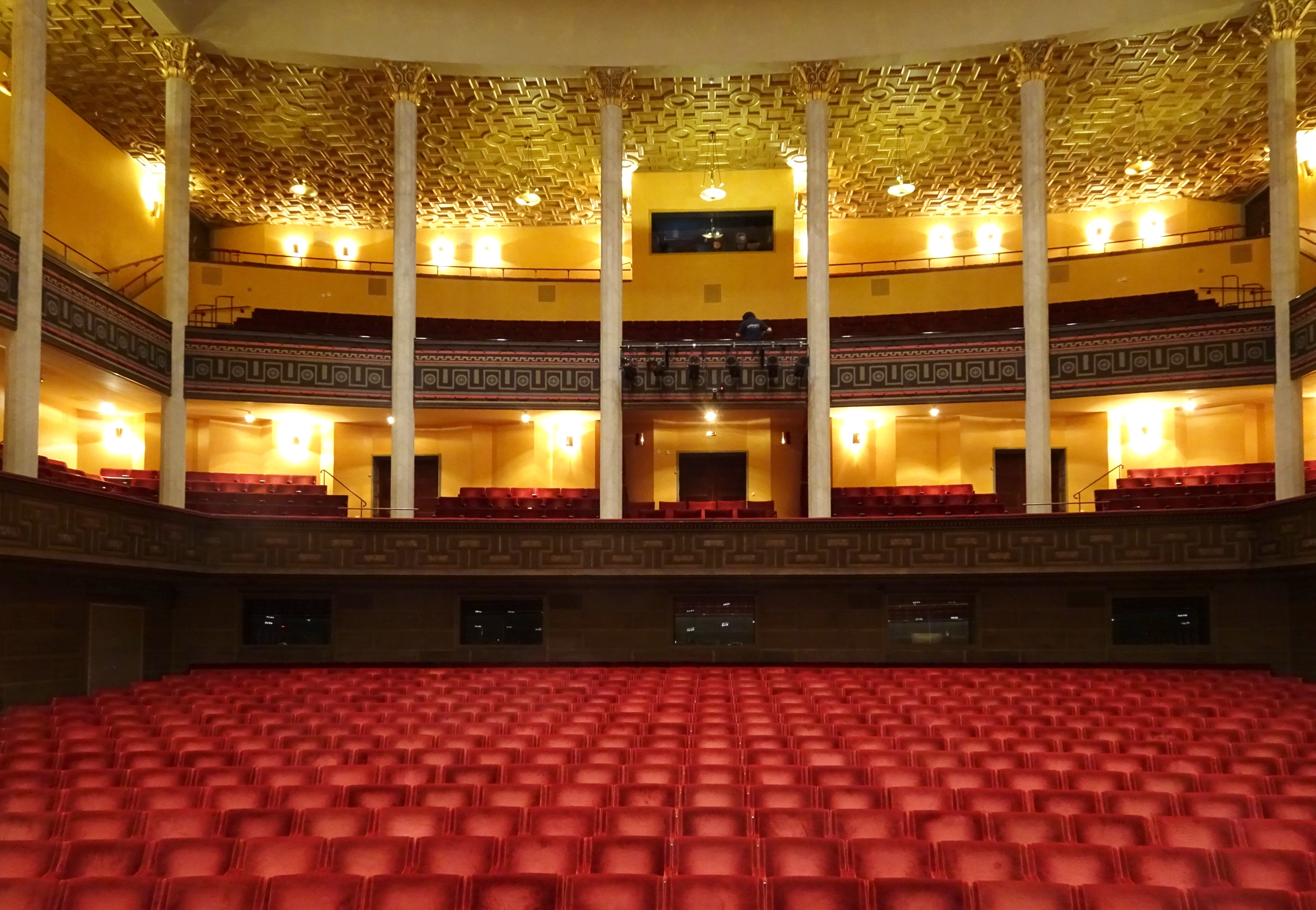
Stora salen mot väster.
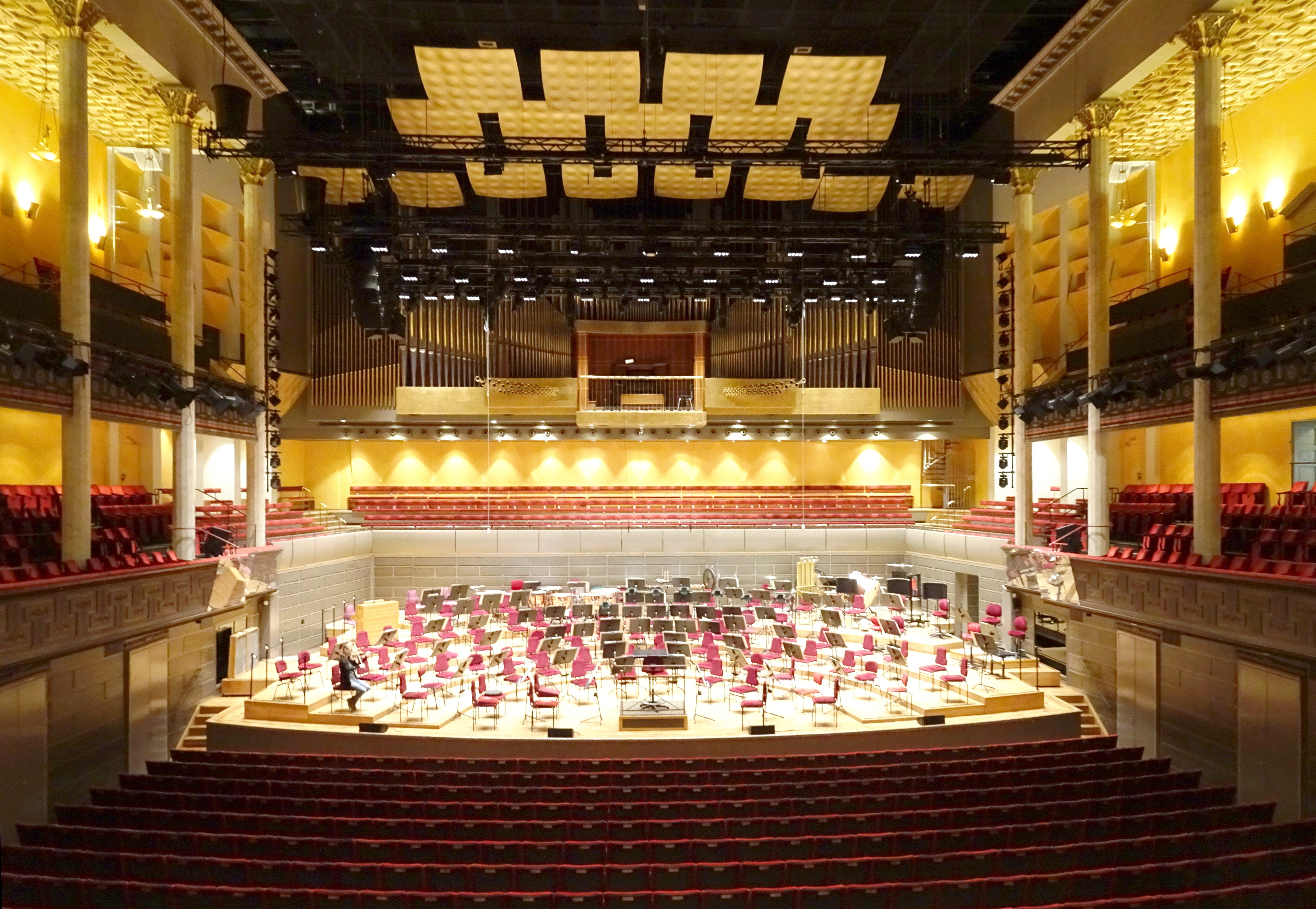
Stora salen mot podiet (öster).
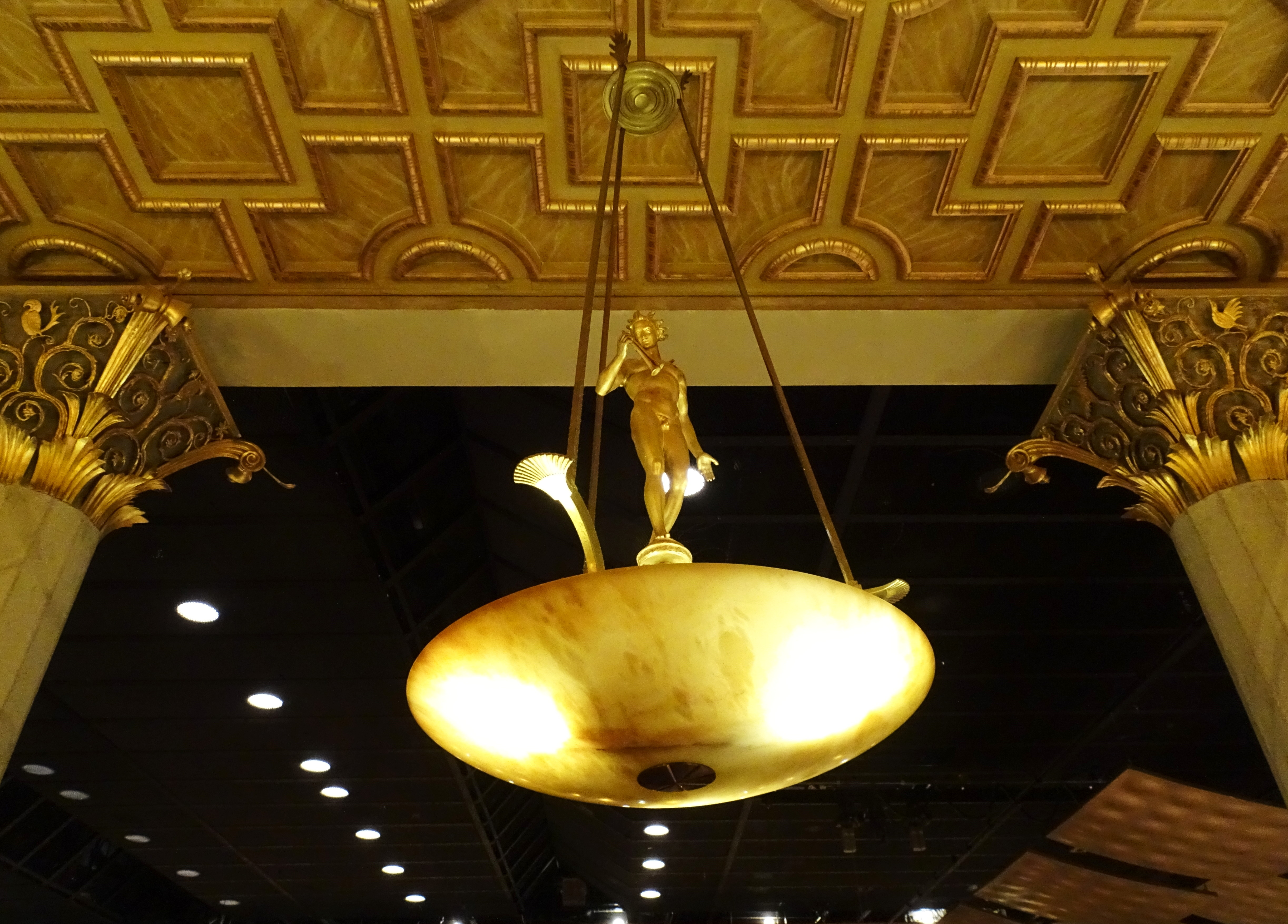
Takarmatur på andra balkong.
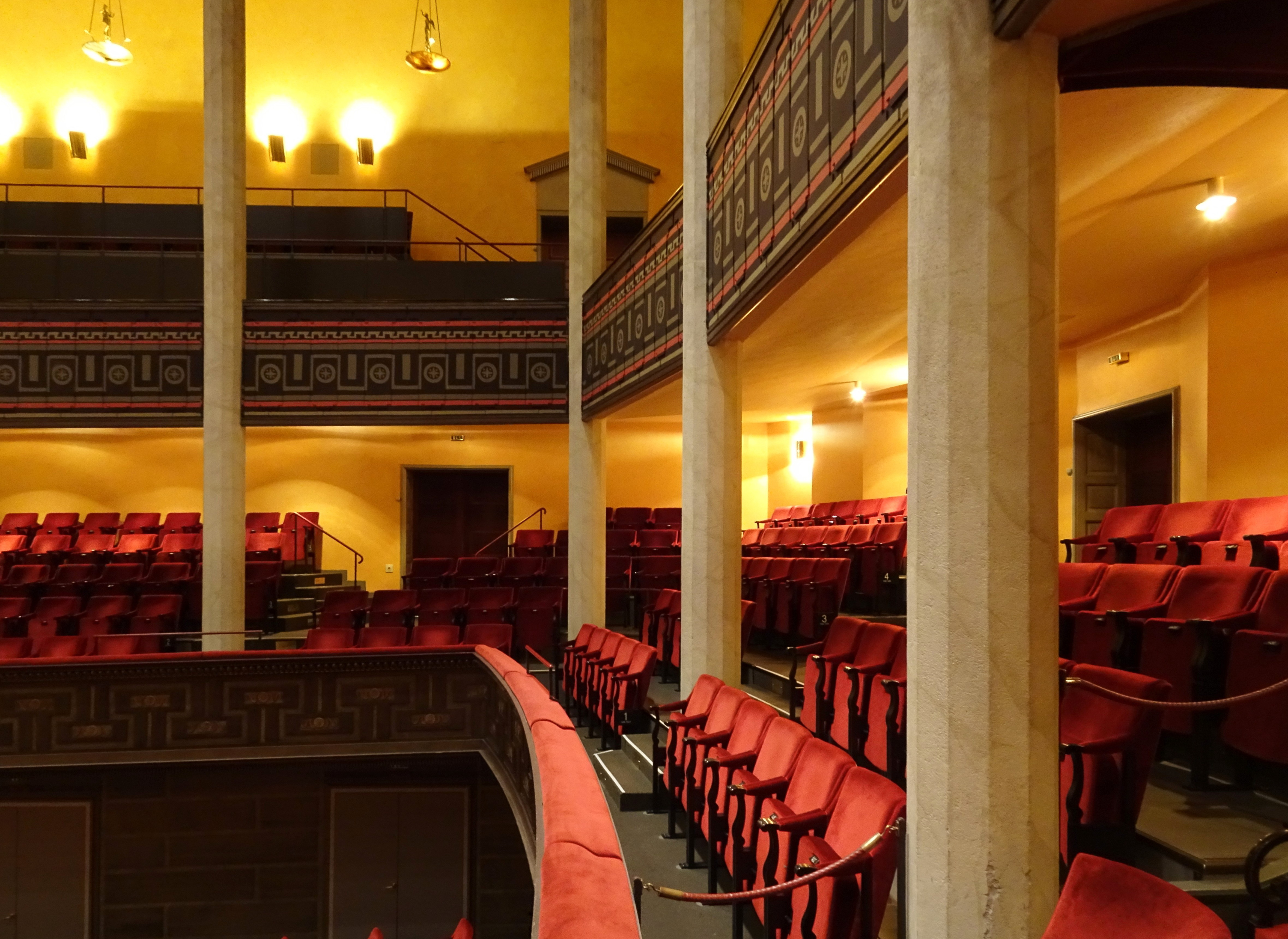
Första och andra balkong.

### Orgeln

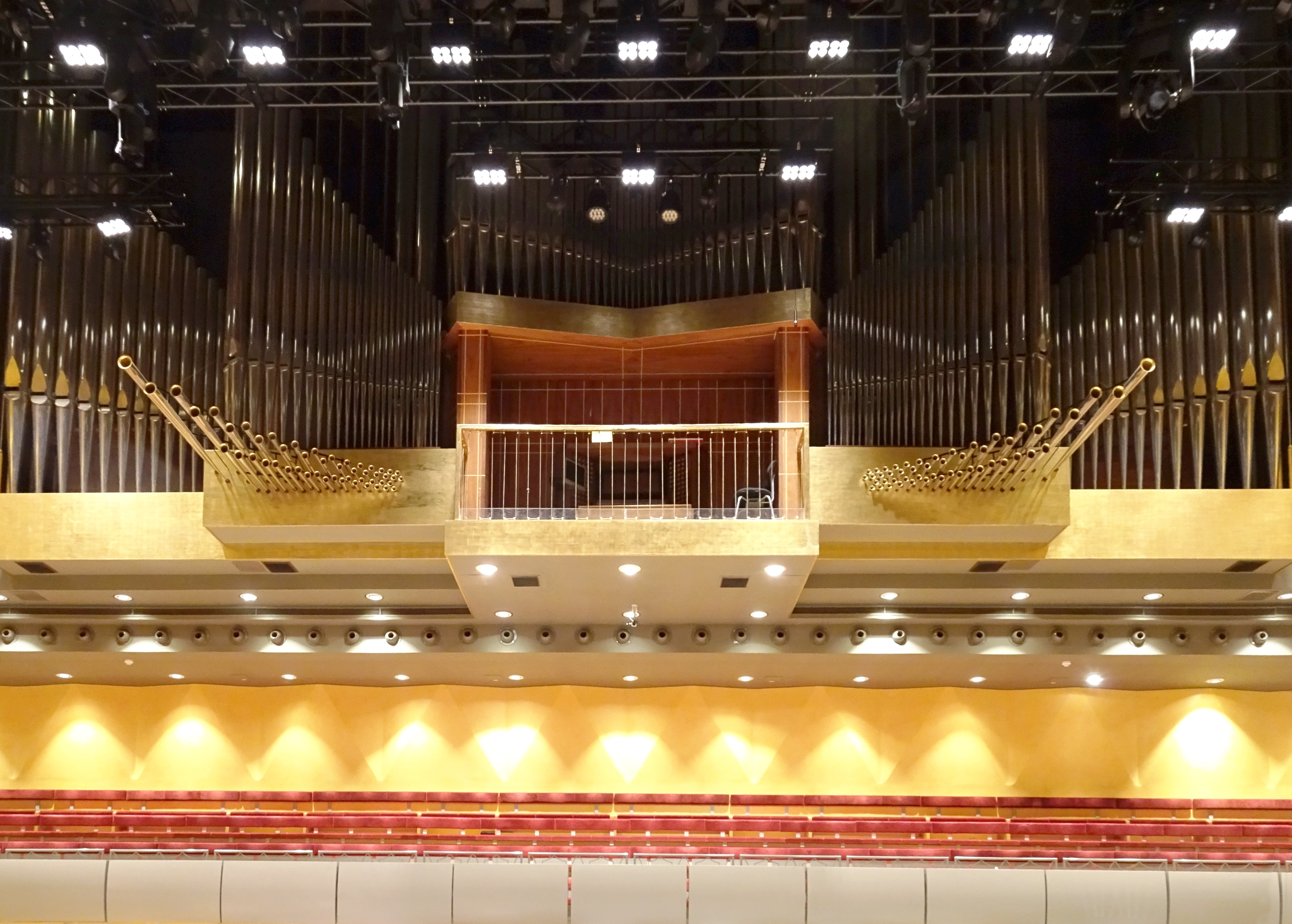
Orgeln från 1982.

Den ursprungliga orgeln invigdes den 6 oktober 1926. Orgeln doldes bakom fondväggen i Stora salen. Verket kom från Åkerman & Lund Orgelbyggeri i Knivsta. Orgelns disposition hade arbetats fram av Gustaf Hägg och Oskar Lindberg efter synpunkter av den då namnkunnige italienske orgelvirtuosen Marco Enrico Bossi. På 1960-talet var orgeln i dåligt skick. Sommaren 1970 nedmonterades instrumentet och lagrades. Vissa delar kunde sedermera återanvändas i den nya orgeln. Under en övergångstid spelades orgelstämman på en elektrisk Yamahaorgel.
Nuvarande orgeln invigdes 1982. Den täcker hela väggen över körläktaren och är mycket imponerande med sina 6 100 pipor och 69 stämmor. Orgelfasaden ritades av Anders Tengbom och verket konstruerades av Grönlunds orgelbyggeri i Gammelstaden utanför Luleå. Av orgelpiporna är den längsta 11 meter lång och den minsta endast några millimeter. 
Orgeln kostade 7,2 miljoner kronor, finansieringen ordnades huvudsakligen genom att man för 1 000 kronor fick sitt namn ingraverat på en valfri pipa. Pipdonatorernas namn offentliggjordes sedan i en särskild publikation. I samband med en renovering 2008 byttes orgelns elektromekaniska styrning ut mot ett digitalt system.

Evenemang i Stora salen (urval)
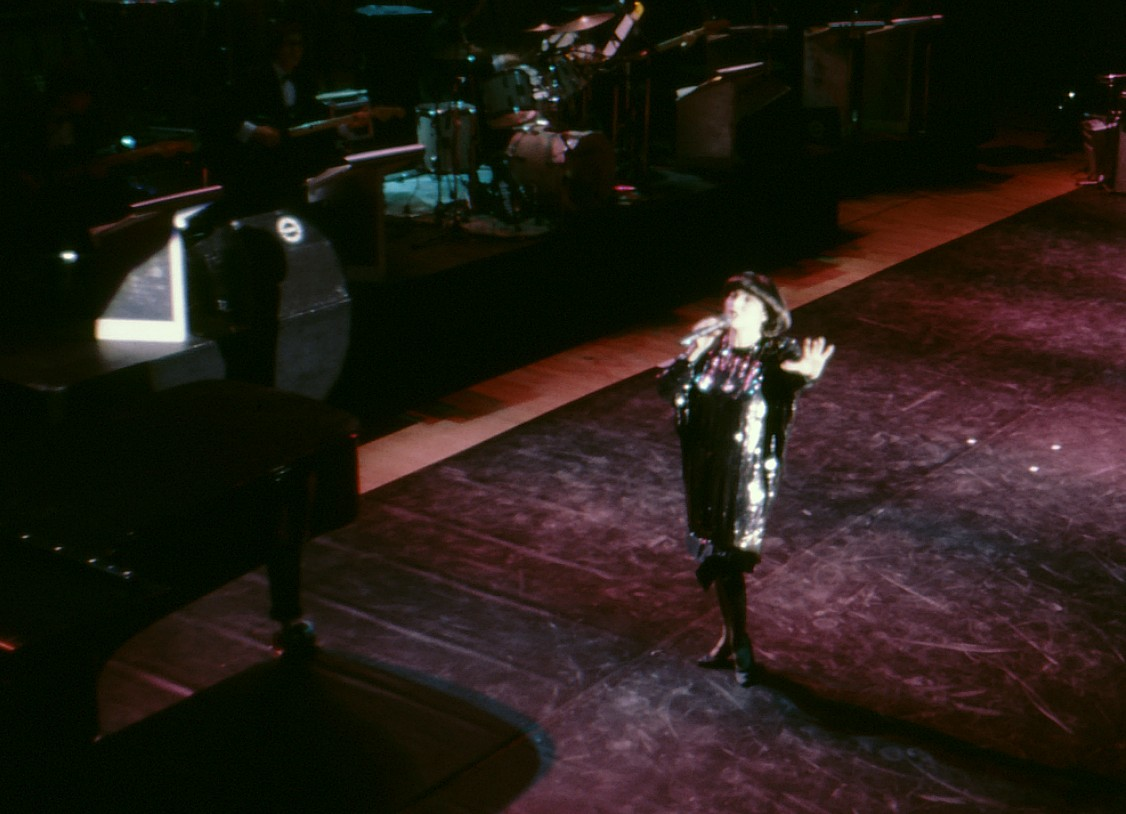
Mireille Mathieu uppträder, september 1986.
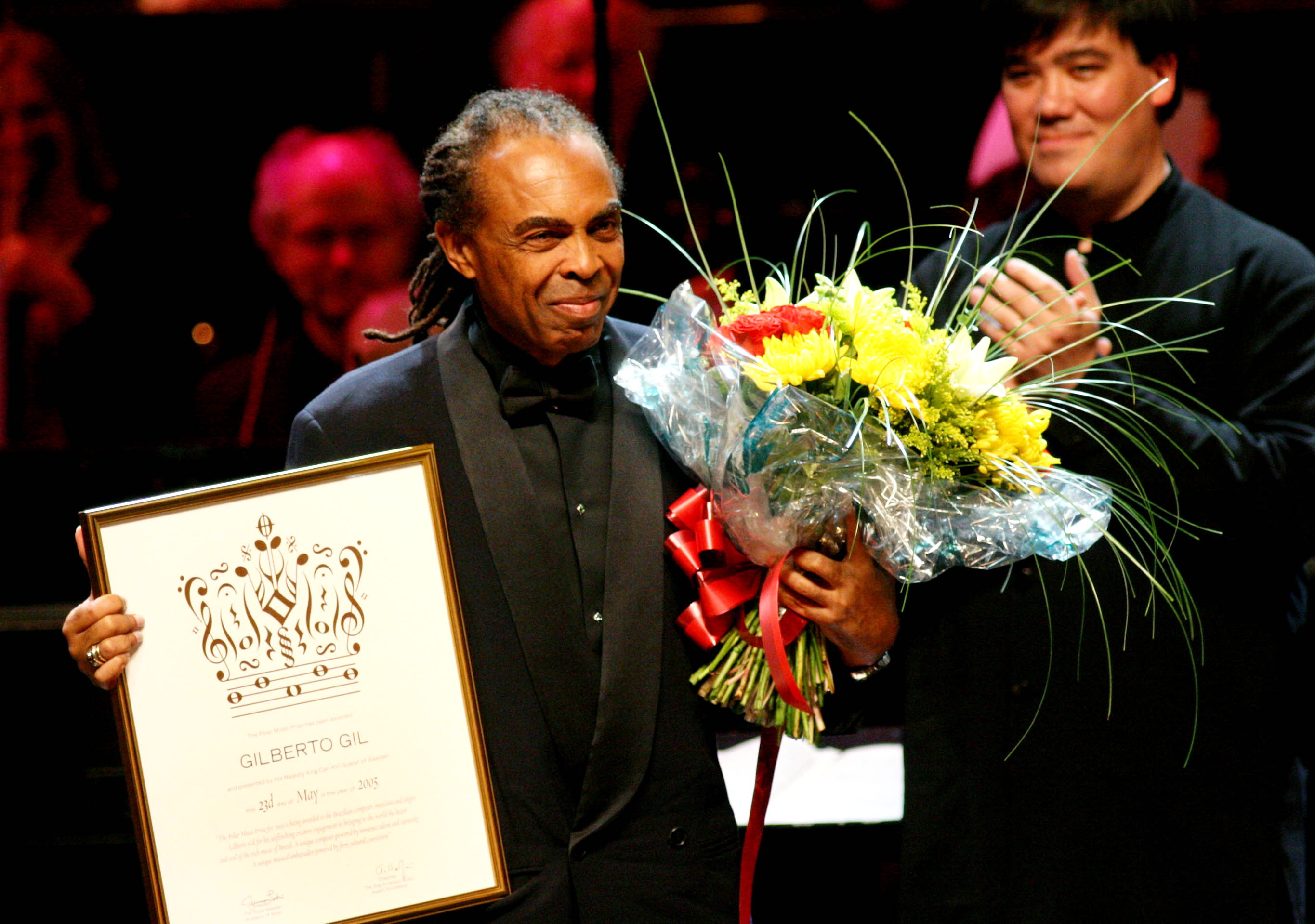
Polar Music Prize till Gilberto Gil, 2005.
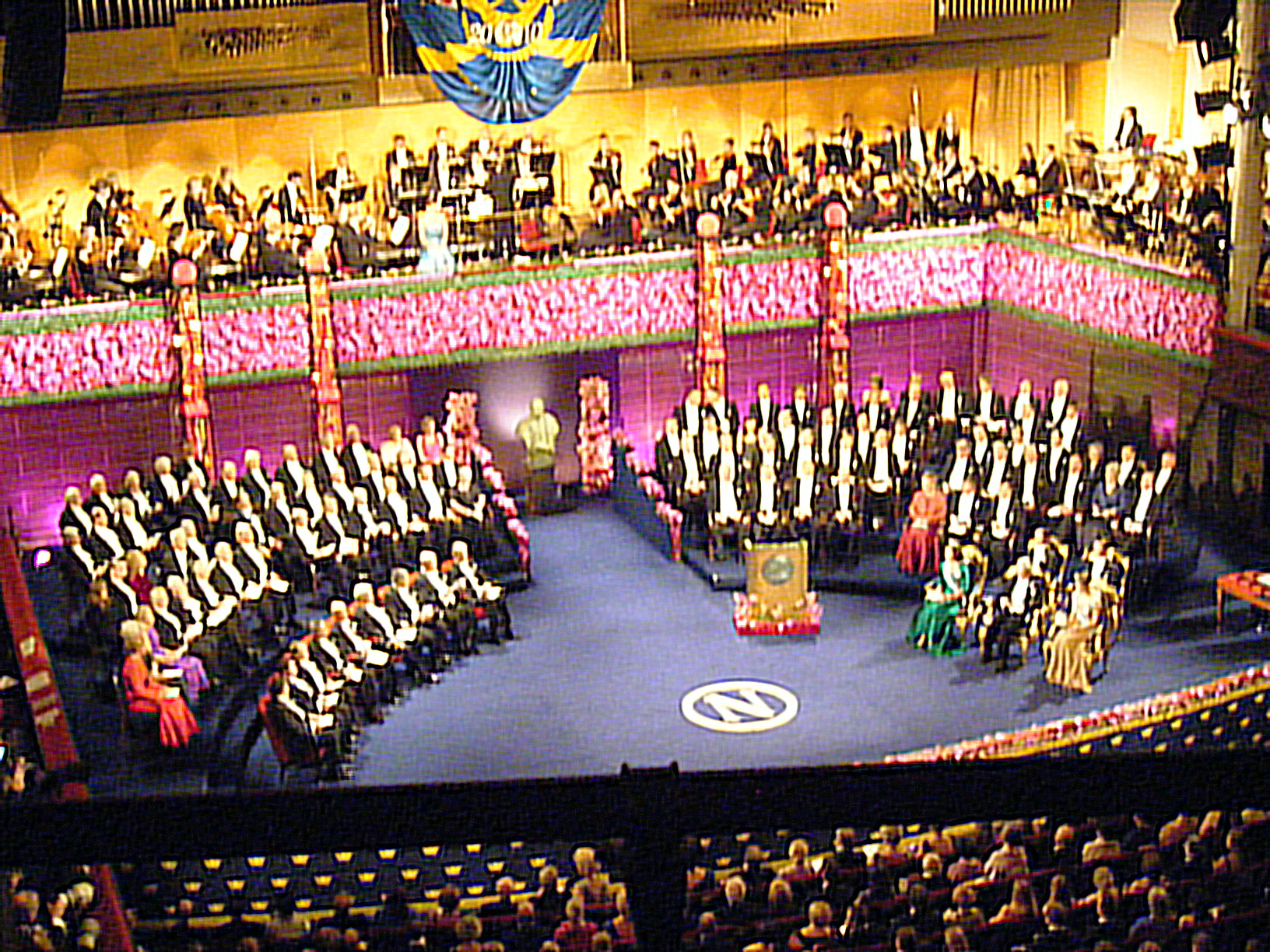
Nobelprisceremonin 2010.
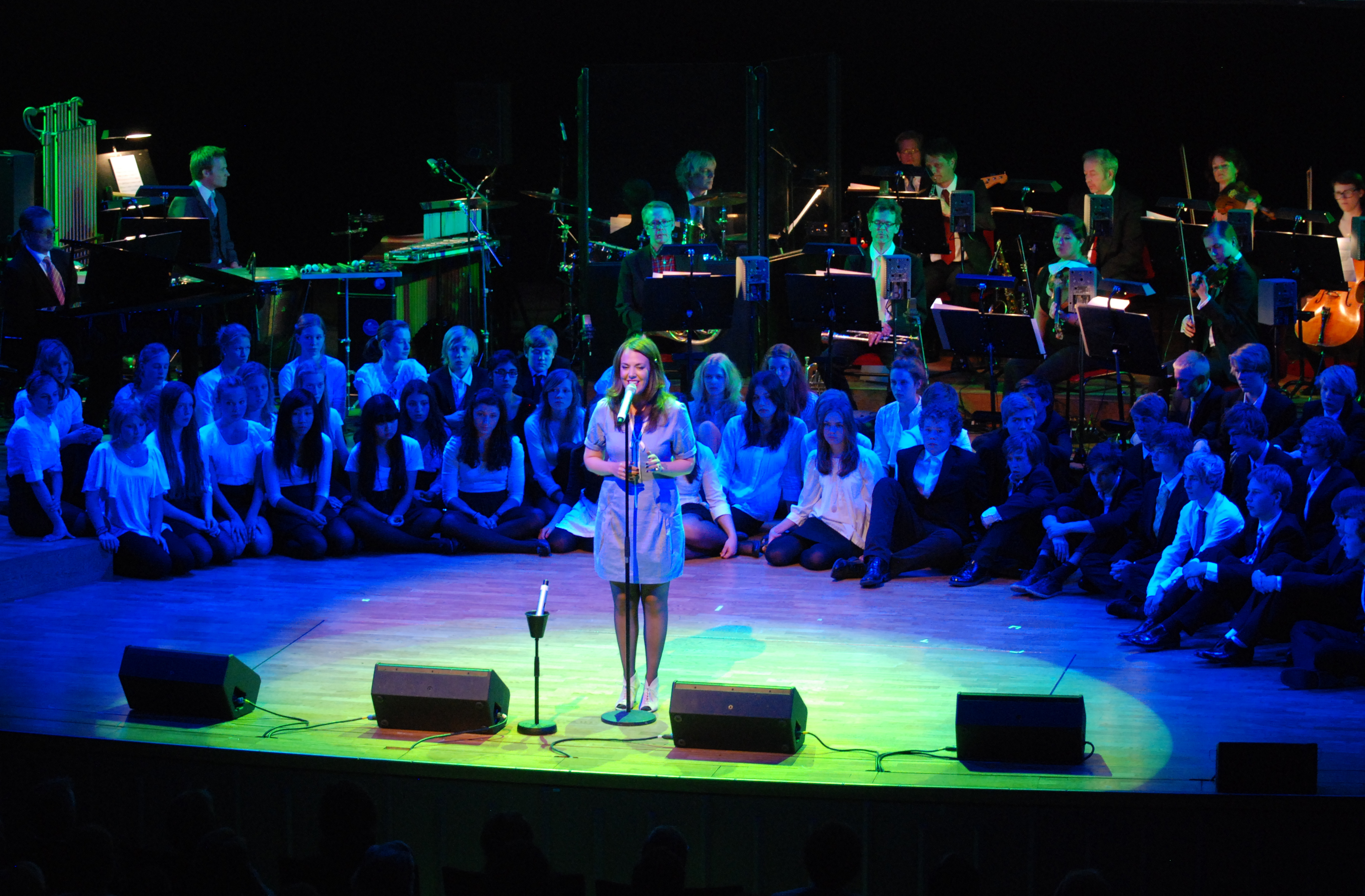
Marit Bergman framför "Vargsången" ur Ronja Rövardotter, 2010.
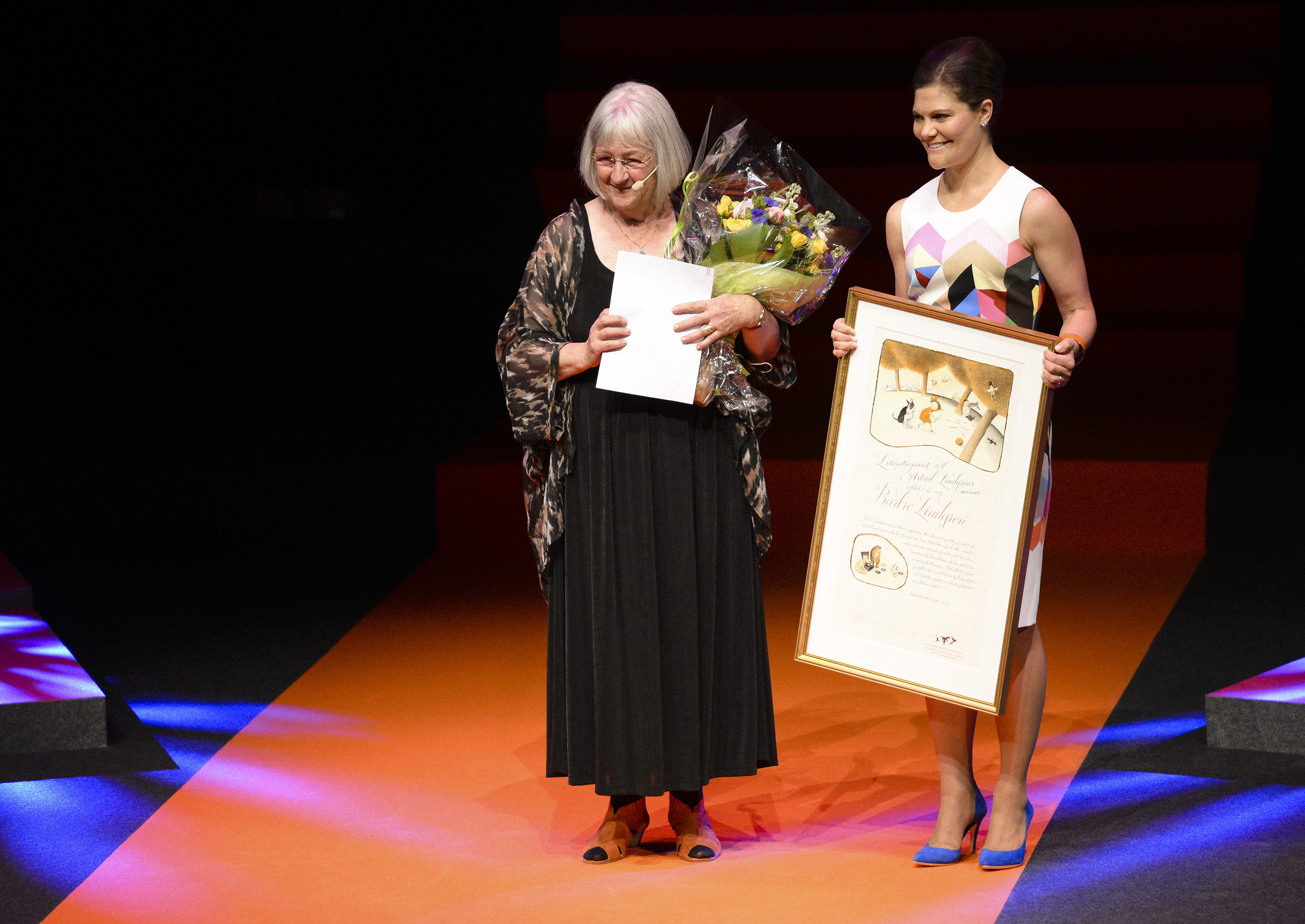
Litteraturpriset till Astrid Lindgrens minne till Barbro Lindgren, 2014.